# Hajany (Moravia meridionale)
Hajany (in tedesco Hajan) è un comune della Repubblica Ceca facente parte del distretto di Brno-venkov, in Moravia Meridionale.